# Фонокардиограмма

Диаграмма Уиггерса, показывающая различные случаи сердечного цикла

Фонокардиограмма представляет собой запись вибраций и звуковых сигналов, издаваемых при деятельности сердца и кровеносных сосудов. Фонокардиограмма позволяет оценивать общее состояние сердца и кровеносных сосудов. Заболевания сердечно-сосудистой системы порождают дополнительные шумы и другие дефекты, которые используются при диагностике заболеваний. Для записи фонокардиограммы необходимы датчики преобразования в электрические сигналы вибрации и звуковых сигналов: микрофоны, датчики давления, акселерометры. В настоящее время в связи с развитием эхокардиографии устарела.